# Eucharidema trichroa
Eucharidema trichroa là một loài bướm đêm trong họ Geometridae.